# Брендон Су Ху
Брендон Су Ху (англ. Brandon Soo Hoo; нар. 2 листопада 1995, Пасадена, Каліфорнія, США) — американський актор.

## Біографія
Брендон народився в Пасадені, США. Має китайські корені, вивчав мандаринську. У Брендона є сестра Брітні (англ. Brittney). До початку акторської кар'єри вивчав бойове мистецтво та захоплювався танцями у стилі хіп-хоп.

## Кар'єра
Першими кроками в акторській кар'єрі були зйомки в рекламах для Toys "R" Us, Land Rover та ExxonMobil. У 2007 з'явився у телепередачі «Вулиця Сезам». У 2008 зіграв у фільмі Бена Стіллера «Грім у тропіках». Наступного року виходить фільм «G.I. Joe: Атака Кобри», в якому Брендон грав разом з Ченнінгом Татумом, Джозефом Гордон-Левіттом та Сієною Міллер.
З 2014 до 2016  виконував роль Скотта Фуллера в американському хоррор-серіалі «Від заходу до світанку».

## Номінації та нагороди
2008 — нагорода «Найкраще виконання ролі в художньому фільмі: молодий актор другого плану» Премія «Молодий актор»  за роль у фільмі «Грім у тропіках».
2009 — номінація «Найкраще виконання ролі в художньому фільмі: молодий актор другого плану» Премія «Молодий актор» за роль у фільмі «G.I. Joe: Атака Кобри».
2010 —  номінація «Найкраще виконання ролі в телесеріалі: запрошений гість молодий актор» Премія «Молодий актор» за роль у серіалі «Спільнота».
2011 — номінація «Найкраще виконання ролі в телесеріалі: запрошений гість молодий актор» Премія «Молодий актор» за роль у серіалі «Трудоголіки».
2012 — номінація Премія «Молодий актор» за роль у серіалі «Неймовірна команда».
2012 — номінація «Найкраще виконання ролі в телесеріалі: молодий актор у епізодичній ролі» Премія «Молодий актор» за роль у серіалі «Супер ніндзі»
2013 —  номінація «Найкраще виконання ролі в телесеріалі: молодий актор у епізодичній ролі» Премія «Молодий актор» за роль у серіалі «Супер ніндзі».

## Фільмографія

### Фільми
| Рік  | Назва                     | Оригінальна назва              | Роль                 | Примітки  |
| ---- | ------------------------- | ------------------------------ | -------------------- | --------- |
| 2008 | «Грім у тропіках»         | Tropic Thunder                 | Трен                 |           |
| 2009 | «Джі Ай Джо: Атака Кобри» | G.I. Joe: The Rise of Cobra    | Сторм Шедоу в юності |           |
| 2010 | «Кожен день дитини»       | Everyday Kid                   | Майк О               | телефільм |
| 2013 | «Гра Ендера»              | Ender's Game                   | Моло                 |           |
| 2014 | Приклад                   | Terry the Tomboy               | Непкін Репкін        | телефільм |
| 2015 | «Усе до нас»              | Everything Before Us           | Сет                  |           |
| 2016 |                           | Bedeviled                      | Ден                  |           |
| 2016 |                           | Justice League vs. Teen Titans | хлопчик              | озвучення |
| 2021 |                           | Впустіть насLet Us In          | Люк                  |           |

### Серіали
| Рік       | Назва                    | Оригінальна назва               | Роль         | Примітки    |
| --------- | ------------------------ | ------------------------------- | ------------ | ----------- |
| 2007      | «Вулиця Сезам»           | Sesame Street                   | велосипедист | 1 епізод    |
| 2008      | «Мене звати Ерл»         | My Name Is Earl                 | Денніс       | 1 епізод    |
| 2009      | «Довго та щасливо»       | 'Til Death                      | Ерні         | 1 епізод    |
| 2010      | «Спільнота»              | Community                       |              | 1 епізод    |
| 2011–2013 | «Супер ніндзі»           | Supah Ninjas                    | Коннор       | 8 епізодів  |
| 2011      | «Трудоголіки»            | Workaholics                     | дитина-панк  | 1 епізод    |
| 2012–2013 | «Неймовірна команда»     | Incredible Crew                 |              | 13 епізодів |
| 2013      | «Мачуха»                 | Instant Mom                     | Овен         | 1 епізод    |
| 2014–2016 | «Від заходу до світанку» | From Dusk till Dawn: The Series | Скотт Фуллер | 30 епізодів |
| 2017      | «Кістки»                 | Bones                           | Піт          | 1 епізод    |
| 2017      | «Вовченя»                | Teen Wolf                       | Джинг        | 1 епізод    |